# Assemblée des francophones fonctionnaires des organisations internationales
L'Assemblée des francophones fonctionnaires des organisations internationales (AFFOI) regroupe des fonctionnaires internationaux originaires des pays de la Francophonie.
Ses objectifs sont le respect de la diversité linguistique, culturelle et conceptuelle dans le fonctionnement de ces institutions et la rénovation de la gouvernance des organisations internationales.
L'AFFOI est présente dans des villes à forte densité d’organisations internationales, La Haye, New York, Bruxelles, Paris, Genève, Luxembourg, Washington, Addis-Abeba. Elle est également représentée au sein d’institutions multilatérales plus isolées géographiquement.

## Historique
L'AFFOI fut fondée à La Haye en 2007 par des représentants des Nations unies, de la Cour internationale de justice, de la Cour pénale internationale, de l'Organisation pour l'interdiction des armes chimiques, de l'Agence spatiale européenne, d'Europol, d'Eurojust et de l'Office européen des brevets.
De 2007 à 2010, ses activités furent surtout concentrées aux Pays-Bas et en Allemagne.
En octobre 2010, parallèlement au Sommet de Montreux qui réunit les 56 Chefs d’État des pays de la Francophonie, l'Assemblée organisa la première journée du français dans les organisations internationales. Le succès de cet évènement provoqua une multiplication rapide du nombre d'organisations au sein desquelles l'AFFOI est active. L'AFFOI est aujourd'hui représentée dans 57 organisations internationales.
En 2011, l'AFFOI développa les éléments majeurs de son fonctionnement actuel. Elle publia son Manifeste en faveur de l’usage du français et de la diversité linguistique et culturelle dans les organisations Internationales, structura ses actions opérationnelles autour de volets d'activités et créa l'AFFOI pour les jeunes, structure de soutien aux jeunes diplômés qui désirent devenir fonctionnaires internationaux.
En juillet 2012, Dominique Hoppe, Président de l'AFFOI fut élu - avec Abdou Diouf - personnalité francophone de l'année dans le cadre du premier Forum mondial de la langue française qui se tint à Montréal.
En novembre 2014, Dominique Hoppe reçu le Prix Gusi de la Paix (équivalent asiatique du Prix Nobel de la Paix) pour ses activités à la tête de l'AFFOI.

## Structure
La gouvernance de l’AFFOI est assurée par cinq organes :
- L'Assemblée générale : C’est l’organe principal de l’AFFOI. Tous les quatre ans, l’ensemble des membres de l’Assemblée ont accès durant une semaine à une réunion électronique et prennent les décisions quant aux objectifs et à la stratégie qui sera appliquée dans les quatre années qui suivent. Assemblée générale contrôle également les actions du conseil d’administration. Les décisions majeures sont prises par votes électroniques.
- Le conseil supérieur : Composé d’un maximum de 20 fonctionnaires internationaux ayant des postes du plus haut niveau dans leurs organisations respectives, le Conseil supérieur se réunit une fois par an pour définir les stratégies de soutien aux niveaux  diplomatiques et politiques.
- Le Conseil d’administration : Il est formé des Présidents des unités locales. Il gère l’harmonisation et la cohérence des activités de l’Assemblée entre les différents sites et les différentes organisations internationales. Il supervise également les activités du Bureau exécutif.
- Le Bureau exécutif : C’est l’organe de gestion de l’AFFOI.
- Le Président : Il est élu par l’Assemblée générale. Il est à la tête du Conseil supérieur et du Bureau exécutif et du conseil d’administration. Son mandat est de quatre ans renouvelable.

## Activités
Les activités de l’AFFOI reposent sur quatre volets :
- Volet structurel : Dans ce cadre, l’Assemblée vise à s’installer dans toutes les organisations internationales du monde et idéalement à y constituer des conseils supérieurs et des entités opérationnelles à même de soutenir ses actions en faveur de l’emploi du français et de la diversité linguistique culturelle et conceptuelle.
- Volet culturel : Dans ce cadre, l'AFFOI aspire à mettre en évidence l’importance de la diversité culturelle et à renforcer le lien entre société civile et environnement multilatéraux par le biais de la culture.
- Volet diplomatique : Dans ce cadre, l'AFFOI vise à rassembler l’ensemble des acteurs tels que définis dans son manifeste afin de créer des actions convergentes capables de restaurer la diversité.
- Volet médiatique : Dans ce cadre, l'AFFOI tente d’éveiller l’intérêt de la Presse francophone pour ses activités et de faire prendre conscience de l’importance de faire participer la société civile à la gouvernance des organisations internationales afin de garantir que leur fonctionnement reste conforme aux règles formelles et légales qui les régissent et en adéquation avec les objectifs qui ont impliqué leur création.
- Les activités de l'Assemblée sont rapportées annuellement aux différents parlements des Pays de la Francophonie[8].